# Nord
Pour les articles homonymes, voir Nord (homonymie).

Rose des vents.

Le nord est un point cardinal, opposé au sud.

## Étymologie
De l’ancien haut-allemand nord provenant de l’unité linguistique proto-indo-européenne « ner- » qui signifie « gauche », se rapportant sans doute à la gauche du soleil levant.
Le nom de la divinité scandinave Njörd, ayant régné sur une partie du monde pendant un âge d’or, est lié à cette racine[réf. souhaitée]. Cette divinité était connue des Romains sous le nom de Nerthus et avait donné son nom à une des îles du bout du monde, Nérigon.
En latin, Septemtriones signifie les sept bœufs. L'astérisme le plus brillant de l'actuelle constellation de la Grande Ourse, était autrefois une constellation à part entière appelée constellation des sept bœufs. Ce groupement d'étoiles permettait de trouver l’étoile polaire et donc le Nord avec une bonne précision.
Le terme septentrion est un synonyme vieilli de nord, faisant référence à cette constellation qui indiquait la direction du nord aux Romains ; mais l’adjectif septentrional, qui en découle, reste très usité.

## Géographique et magnétique
Il existe deux nord. Le premier est magnétique (l’axe de symétrie cylindrique du champ magnétique), le second est géographique (l’axe de rotation de la Terre). Ces deux points ne se trouvent pas au même endroit. Mesuré en 2007 par le projet « Poly-Arctique », le pôle Nord magnétique est situé à 83° 57′ 00″ N, 121° 01′ 12″ O. Il se trouve à 673 km du pôle Nord géographique et ayant une vitesse moyenne de déplacement de 55 km/an (soit une moyenne d'environ 150 m/jour ou 6 m/h). À l'été 2010, il a été estimé qu'il n'était plus qu'à 550 km du pôle Nord géographique.
La différence d’angle que l’on peut observer sur la boussole entre ces deux nord est appelée déclinaison magnétique. Cette différence varie avec le temps.
Sur les cartes traditionnelles et en particulier les cartes de l’Institut national de l'information géographique et forestière (IGN), les méridiens (lignes noires verticales) pointent le nord géographique (NG) ; il y a donc lieu de tenir compte de la déclinaison magnétique pour s’orienter sur la carte à l’aide d’une boussole (NM). Le croquis situé dans la légende de la carte indique la valeur de la déclinaison pour la carte et pour une année donnée, car le pôle magnétique migre en permanence, réduisant chaque année la valeur de la déclinaison (0,8 degré/an).
Certains cartographes ont contourné cette complication en construisant des cartes tenant compte de cette déclinaison : le nord (N) de la carte ainsi que les lignes verticales en bleu ou en noir pointent le nord magnétique (de la même manière que l’aiguille de la boussole).
La position du nord magnétique a changé plusieurs fois dans l’histoire de la Terre ; la dernière inversion du champ magnétique terrestre s’est produite il y a 780 000 ans.
En l’absence de boussole, le moyen traditionnel pour repérer le nord le soir ou la nuit est de se référer à l’étoile polaire dans l'hémisphère nord ou à la croix du Sud dans l'hémisphère sud. Le jour, il est possible de se référer à la position du Soleil en fonction de l'heure locale. Lorsque le ciel est couvert, observer la mousse ou les vents dominants est peu fiable.

## Typographie
Les points cardinaux, qu'ils soient utilisés comme nom ou comme qualificatif, s'écrivent avec :
- une majuscule lorsqu'ils font partie d'un toponyme ou désignent une région ;
- une minuscule s'ils désignent une direction, une exposition, une orientation.